# Mount Bowers
Mount Bowers ist ein 2430 m hoher antarktischer Berggipfel, der sich etwas mehr als drei Kilometer südsüdöstlich von Mount Buckley am oberen Ende des Beardmore-Gletschers befindet. 
Er wurde von Teilnehmern der Terra-Nova-Expedition (1910–1913) nach Henry Bowers (1883–1912) benannt, einem Mitglied der fünfköpfigen Südpolgruppe der Expedition um den britischen Polarforscher Robert Falcon Scott. 